# 阿羅塞梅納 (拉喬雷拉區)
阿羅塞梅納（西班牙語：Arosemena），是巴拿馬的城鎮，位於該國中東部，由西巴拿馬省的拉喬雷拉區負責管轄，面積34.2平方公里，海拔高度63米，2010年人口426，人口密度每平方公里12.5人。